# Stuart Carruthers
Stuart Cameron Carruthers (ur. 31 marca 1970 w Melbourne) – australijski hokeista na trawie, brązowy medalista olimpijski z Atlanty.
Występ w 1996 był jego jedynym startem na igrzyskach. Razem z kolegami wywalczył brązowy medal. W turnieju rozegrał 7 spotkań. Z kolei jego żona Lisa Powell dwukrotnie sięgnęła po złoto igrzysk.